# Zelena kemija
Zelena kemija, imenovana tudi trajnostna kemija, je koncept kemije in kemijskega inženirstva, ki spodbuja razvoj proizvodov in procesov, ki bistveno zmanjšajo uporabo in proizvodnjo nevarnih snovi. Medtem ko okoljska kemija proučuje procese v naravnem okolju in njegovo onesnaževanje z različnimi kemikalijami, je glavni cilj zelene kemije zmanjšati in preprečiti onesnaževanje že na samem začetku, ter povečati učinkovitost kemijskega procesa. Leta 1990 so Združene države Amerike sprejele akt o zaščiti pred onesnaževanjem, ki je pomagal ustvariti izviren in inovativen modus operandi k boju proti onesnaženju. S pomočjo akta naj bi se težavam izognili, preden se pojavijo.
Koncept zelene kemije je prisoten na več področjih kemije; anorganski, organski, analizni, biokemiji in tudi v fizikalni kemiji. Čeprav se zdi, da je glavni poudarek zelene kemije na industrijskem nivoju, lahko princip zelene kemije uporabimo kjerkoli.  
Leta 2005 je japonski kemik in nobelov nagrajenec Ryoji Noyori izpostavil uporabo treh ključnih procesov v zeleni kemiji: uporabo tekočega ogljikovega dioksida kot zelenega topila, uporabo vodne raztopine vodikovega peroksida za čiste oksidacije in uporabo vodika v asimetričnih sintezah. Primeri uporabne zelene kemije so organske oksidacije v vodnih topilih in kemijske reakcije, ki potekajo v suhi snovi brez dodatka topila.
Z vidika zelene kemije se je kot potencialno uspešna izkazala biotehnologija. Veliko število pomembnih procesnih in bioloških kemikalij je mogoče sintetizirati z uporabo gensko modificiranih organizmov. Splošno uporaben primer je sinteza inzulina s pomočjo gensko modificiranih bakterij.

## Principi
Paul Anastas in John C. Warner sta postavila 12 principov zelene kemije, ki pomagajo razložiti, kaj definicija zelene kemije pomeni v praksi. Principi pokrivajo koncepte kot so:
- načrtovanje procesov v smeri povečanja izrabe izhodiščnega materiala, ki se pretvori v končne produkte;
- uporaba varnih, iz okolja izhajajočih substanc, vključno s topili, kjerkoli je to mogoče;
- načrtovanje energijsko učinkovitih procesov;
- najboljši način ravnanja z odpadki z minimalno proizvodnjo na prvem mestu.

Principi so:
1. Bolje je preprečiti nastanek odpadkov, kot jih kasneje predelati in očistiti.
2. Sintezne metode so načrtovane tako, da se vsi uporabljeni materiali uporabljeni v procesu v največji možni meri vgradijo v končni izdelek.
3. V sinteznih metodah se, kjerkoli je to mogoče, uporabljajo in izdelujejo substance, ki niso strupene za človeka in okolje.
4. Kemijski produkti so načrtovani tako, da se ohranja njihova funkcionalnost in zmanjšala njihova toksičnost.
5. Uporaba pomožnih substanc (topilo, sredstva za ločevanje...) je, kjerkoli je to mogoče, nepotrebna in neškodljiva.
6. Upoštevati je treba okoljski in ekonomski vpliv energijskih potreb pri procesu in jih ustrezno zmanjšati. Zaželeno je, da se sintezne metode izvajajo pri sobni temperaturi in atmosferskem tlaku.
7. Zaželeno je, da so izhodiščne surovine obnovljivega izvora, kadarkoli je to tehnološko in ekonomsko izvedljivo.
8. Zmanjšaj derivatizacijo – kjerkoli je mogoče se je treba izogniti nepotrebni derivatizaciji (vpeljava zasčitnih skupin, začasna modifikacija).
9. Katalitični reagenti (kolikor je mogoče selektivni) imajo prednost pred stehiometričnimi.
10. Kemjiski produkti so načrtovani tako, da se po koncu njihove uporabe ne zadržujejo v okolju in razpadejo na neškodljive degradacijske produkte.
11. Analizne metode je treba izboljšati do te mere, da je omogočeno opazovanje in kontrola v realnem času in na samem kraju dogajana namesto metod, kjer nastajajo strupeni derivati.
12. Pri kemijskih procesih je treba uporabljati substance in obliko substanc, ki zmanšajo verjetnost nesreč, vključno z izpusti, eksplozijami in požari.